# Dieter Sommer (Fußballspieler)
Dieter Sommer (* 12. Mai 1937 in Goschütz, Provinz Niederschlesien) war ein Fußballtorwart in der höchsten DDR-Fußballklasse, der Oberliga. Dort spielte er für Aktivist Brieske-Senftenberg, SC Lokomotive Leipzig und Chemie Leipzig. Anschließend arbeitete er als Fußballtrainer.

## Sportliche Laufbahn
Sommer begann seine sportliche Laufbahn als 12-jähriger Torwart in der Leipziger Jugend-Handballmannschaft Motor Gohlis Nord. 1951 wechselte er zur Fußballjugend der Gohliser. 1954 schloss er sich dem SC Aktivist Brieske-Senftenberg an, dessen Männermannschaft in der Oberliga spielte. Bereits im Alter von 17 Jahren bestritt er dort seine ersten Oberligaspiele. In dieser Saison wurde er auch in zwei Länderspielen der DDR-Junioren-Nationalmannschaft eingesetzt. Nachdem Sommer bis 1956 elfmal für Brieske in der Oberliga gespielt hatte, ging er nach Leipzig zurück und wurde mit Beginn der Saison 1957 Torwart des SC Lok Leipzig. 1960 stand er dreimal im Tor der B-Nationalmannschaft. Für die Leipziger Stadtauswahl bestritt er zwischen 1958 und 1962 sechs Messepokalspiele. Bis zum Mai 1963 hatte Sommer 77 Oberliga-Punktspiele für Lok Leipzig bestritten. Anschließend wurde der Fußball in Leipzig neu geordnet. Die vermeintlich besten Spieler der beiden Oberligaklubs wurden im neuen SC Leipzig vereinigt, der Rest wurde der zweitrangigen Betriebssportgemeinschaft Chemie Leipzig zugeordnet. Sommer gehörte zum „Rest von Leipzig“, mit dem er überraschend 1964 DDR-Meister wurde. Allerdings stand er in dieser Saison nur siebenmal im Tor, weil er lange Zeit verletzt gewesen war. Auch in den folgenden Spielzeiten war Sommer nicht mehr die Nummer eins im Chemie-Tor, und so verpasste er auch das siegreiche Pokalendspiel 1966 (Chemie Leipzig – Lok Stendal 1:0).
Nach der Saison 1967/68 beendete Sommer seine Laufbahn als aktiver Fußballspieler. In 14 Jahren war er auf insgesamt 125 Punktspiele in der DDR-Oberliga gekommen. Anschließend begann er als Trainer zu arbeiten, zunächst für die 2. Mannschaft von Chemie Leipzig. Nach Zwischenstationen in Schwedt und Böhlen wurde Sommer zu Beginn der Saison 1978/79 Trainer der 1. Mannschaft von Chemie Leipzig. Die Leipziger spielten seit zwei Jahren in der zweitklassigen DDR-Liga, doch Sommer gelang es auf Anhieb, die Mannschaft wieder in die Oberliga zurückzuführen. Sie konnte sich dort jedoch nur ein Jahr halten, und als sich Ende 1980 abzeichnete, dass der Wiederaufstieg missglücken würde, wurde Sommer wieder entlassen. 1985 übernahm Sommer den Bezirksligisten Robotron Sömmerda, den er 1987 zum Aufstieg in die DDR-Liga führte. Ein Jahr später wurde er auch hier entlassen.